# Universidad de Wittenberg (Ohio)
La Universidad de Wittenberg es una Universidad de artes liberales de carácter privada, ubicada en Springfield, Ohio, Estados Unidos. Cuenta con 1.326 estudiantes a tiempo completo que representan a 33 estados y 9 países extranjeros. La Universidad de Wittenberg está asociada a la Iglesia Evangélica Luterana en América.

## Historia
El llamado Wittenberg College fue fundado en 1845 por un grupo de ministros del Sínodo Evangélico Luterano Inglés de Ohio, que previamente se había separado del recientemente establecido Sínodo Evangélico Luterano Conjunto de Ohio y otros estados de habla alemana. La universidad recibió su nombre por la histórica Universidad de Wittenberg del siglo XVI en Wittenberg, Alemania, la ciudad en la que Martín Lutero publicó sus famosas Noventa y cinco tesis en la puerta de la iglesia el 31 de octubre de 1517.
Un pastor germano-americano de la Evangélica Luterana, el reverendo Ezra Keller fue el principal fundador y primer presidente de la universidad. Su objetivo inicial era formar al clero con la Hamma School of Divinity como departamento teológico. Una de sus principales misiones era "americanizar" a los luteranos impartiendo cursos en lengua inglesa en lugar de alemán, a diferencia de la cercana Capital University de Columbus, Ohio.
La primera promoción estaba formada originalmente por ocho estudiantes al comienzo del curso académico, pero creció hasta setenta y uno al final. Con una facultad de un profesor y dos tutores, las clases se impartían en Springfield (Ohio), en una iglesia situada en un terreno que fue donado. Esa ciudad fue elegida por su ubicación en la National Road, que iba desde las ciudades orientales de Baltimore y Cumberland, Maryland, hacia el oeste, en el País de Illinois, hasta llegar a la capital territorial de Vandalia, cerca del río Misisipi.
En 1874 se admitió a mujeres y, al año siguiente, a personas de raza negra. En 1957, el Wittenverg College obtuvo el estatus de universidad y fue rebautizado en consecuencia. En 1993, la universidad y su ciudad homónima, Wittenberg, se asociaron oficialmente. 
En 1995, la Asociación Filosófica Americana censuró a la Universidad de Wittenberg cuando la administración de Wittenberg desautorizó a la junta de personal docente y denegó la titularidad a un miembro de la facultad. La universidad fue censurada de nuevo en 2021, esta vez por la Asociación Americana de Profesores Universitarios (AAUP), por interrumpir ocho programas académicos y despedir a dos profesores titulares sin respetar, en opinión de la AAUP, los derechos del profesorado.

### Hamma Divinity School
Hamma Divinity School era el departamento teológico de la universidad, En un célebre proceso que tuvo lugar el 4 y 5 de abril de 1893, Luther Alexander Gotwald, profesor de teología de dicha escuela, fue juzgado y absuelto por unanimidad por la junta directiva de Wittenberg de la acusación de herejía. El juicio versó sobre muchas cuestiones clave que los luteranos evangélicos siguen debatiendo hoy en día.
Durante décadas, Hamma y Wittenberg estuvieron asociadas a los sínodos regionales luteranos de habla inglesa del Medio Oeste estadounidense.
En 1978, la Hamma Divinity School se fusionó con el cercano Seminario Teológico Evangélico Luterano (asociado con la Capital University) en Bexley, suburbio de Columbus, Ohio, para formar el Seminario Luterano Trinitario (Trinity Lutheran Seminary).

## Información académica

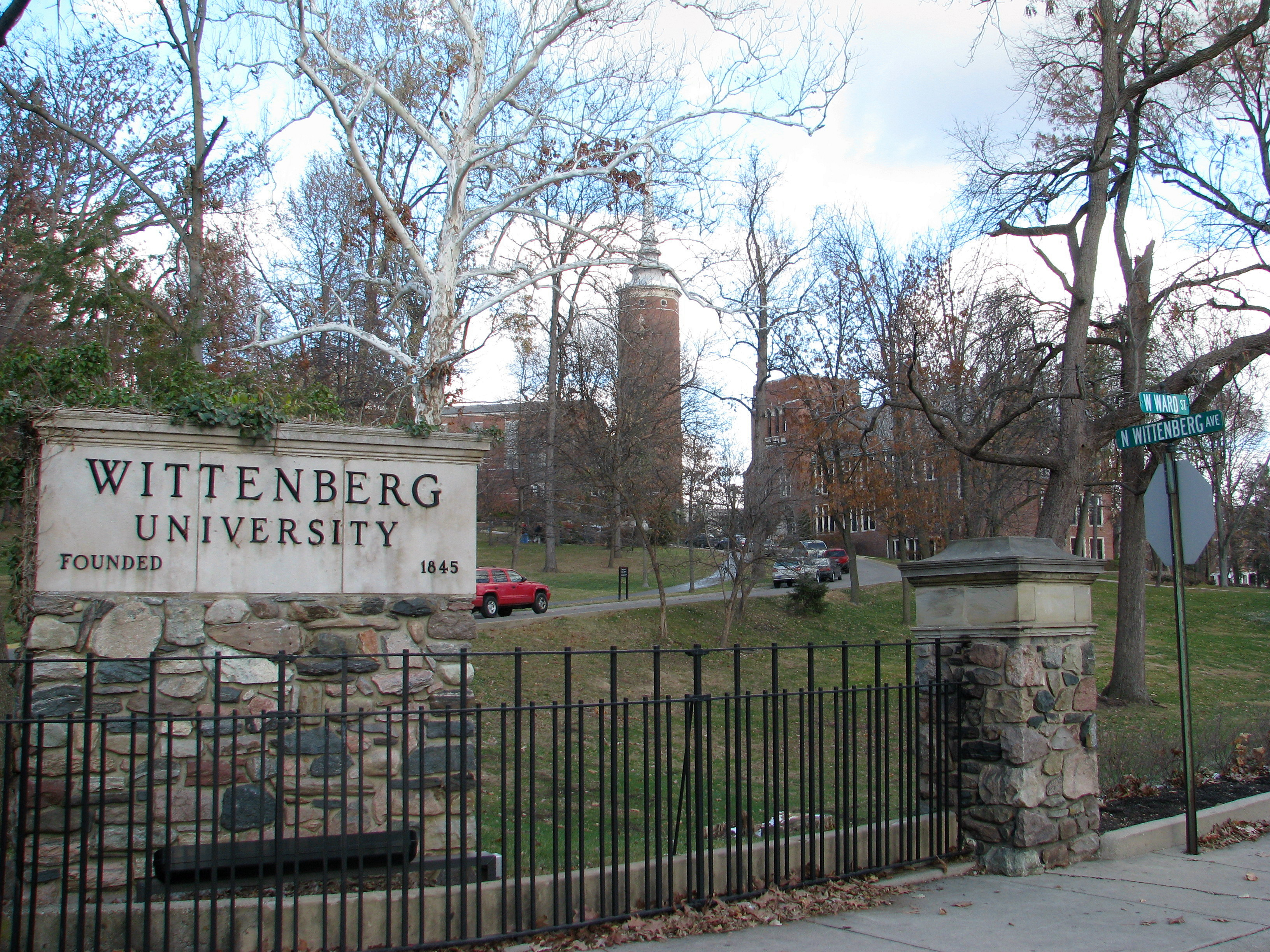
Entrada principal a la universidad

La universidad de Wittenberg ofrece más de 70 carreras y programas especiales. Ofrece especializaciones en materias, como bioquímica, espíritu empresarial, filosofía y estudios de Eurasia Central, entre otras. El 70 por ciento de los estudiantes matriculados en los ocho programas pre-profesionales que se ofrecen cursan finalmente estudios de postgrado. 
La universidad ocupa el puesto 466 en el ranking de universidades estadounidenses del diario The Wall Street Journal y el puesto 470 en la lista Forbes.
Los estudiantes pueden participar en competiciones de la División III de la NCAA en béisbol, baloncesto, campo a través, fútbol americano, golf, lacrosse, fútbol, softball, natación y submarinismo, tenis, atletismo y voleibol.
Aparte de lo académico y lo deportivo, los estudiantes pueden unirse a clubes como el equipo de danza del dragón chino, el club de actividades al aire libre, el club de vela y la emisora de radio WUSO.
Entre otros antiguos alumnos figuran la artista plástica Jennifer Vanderpool, el juez federal Gregory Frost y el director de fotografía francés Pierre Lhomme.

## Instalaciones

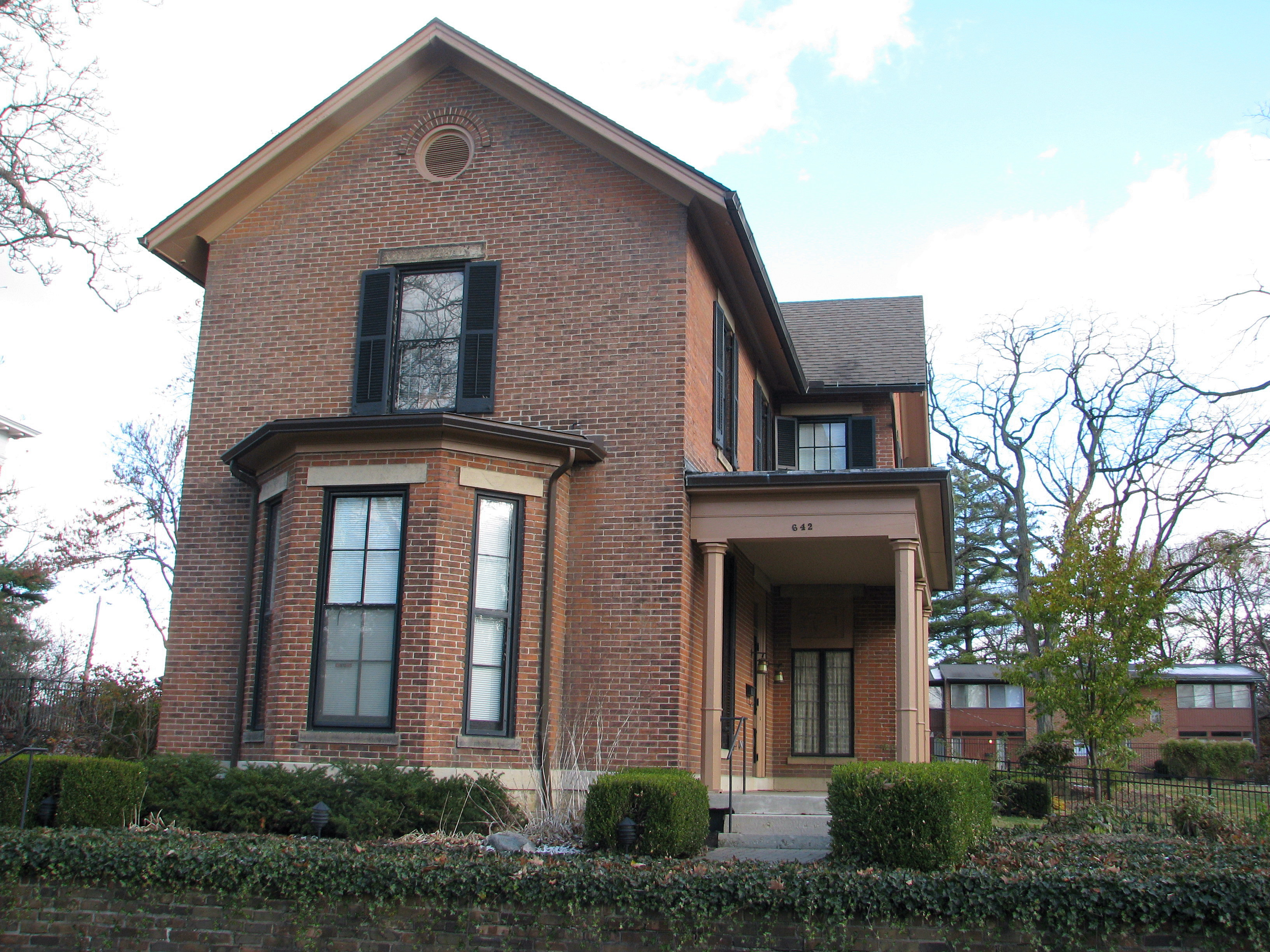
Casa de Huéspedes de la Universidad de Wittenberg

### Blair Hall
Blair Hall alberga el departamento de educación de la universidad y su departamento de psicología.  Es un edificio que anteriormente albergaba las oficinas de administración de las Escuelas Públicas de la Ciudad de Springfield, pero ahora es propiedad de la Universidad de Wittenberg.{cite web |url=http://www.springfieldnewssun.com/news/springfield-news/wittenbergs-blair-hall-to-undergo-renovations-169051.html |title=Springfieldnewssun.com |date=18 de junio de 2009 |access-date=22 de mayo de 2012}}</ref>.

### Carnegie Hall

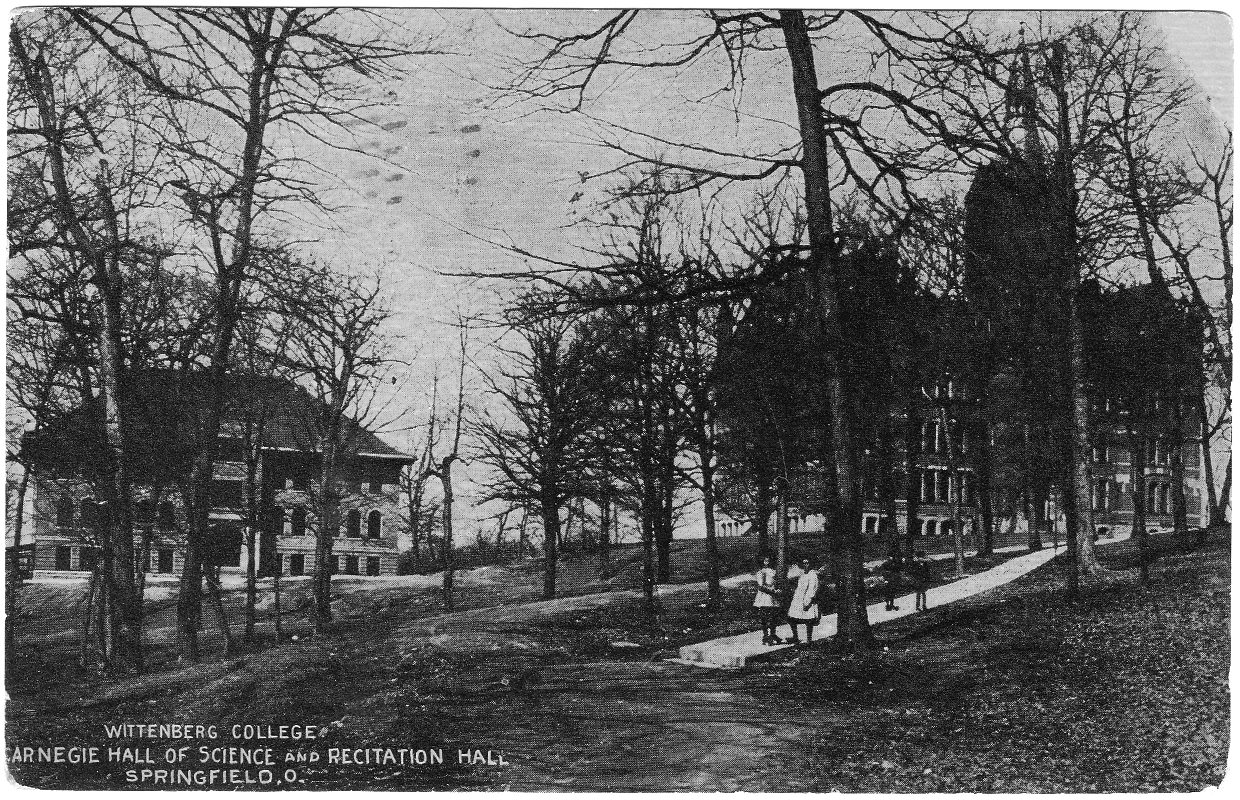
Carnegie Hall of Science and Recitation Hall (1911 Postcard)

El departamento de atletismo se encuentra actualmente en el Carnegie Hall, llamado así por el famoso inmigrante escocés-americano e industrial del acero Andrew Carnegie, (1835-1919), que fue conocido por su filantropía y la dotación de muchas bibliotecas públicas en todo el país.

### Hollenbeck Hall
Hollenbeck Hall es la sede de los departamentos de Historia, Inglés, Lenguas Extranjeras, Ciencias Políticas, Estudios Internacionales y Filosofía, así como de la Oficina de Educación Internacional. Las seis alas del edificio, dos por planta, están separadas por el Auditorio de la Familia Ness en el centro del edificio. También es la sede del Centro de Escritura y del Centro de Aprendizaje de Lenguas Extranjeras, dos de las organizaciones predominantemente dirigidas por los propios estudiantes.

### Centro de Ciencias Barbara Deer Kuss
Las instalaciones científicas de la institución se encuentran en el Centro de Ciencias Barbara Deer Kuss. Alberga diez departamentos académicos en los campos de las matemáticas y las ciencias naturales.

### Recitation Hall
Recitation Hall fue el segundo edificio erigido en el campus donde en 1883 ya se impartieron clases por primera vez. Contiene muchas de las oficinas administrativas de la universidad, incluyendo los departamentos de admisiones, ayuda financiera, oficina del presidente, del preboste, empleo estudiantil, comunicaciones universitarias y recursos humanos. 

### Synod Hall
Synod Hall es la sede del Departamento de Sociología y Tecnologías de la Información (TI).

### Zimmerman Hall
Zimmerman Hall fue la sede del Departamento de Psicología. El edificio ha sido cerrado, pero sigue siendo una parte importante del campus de Wittenberg.

### Shouvlin Center
El Centro Shouvlin alberga el Departamento de Enfermería, la Escuela de Postgrado y Estudios Profesionales, el Centro de la Mujer, los Servicios de Asesoramiento y los Servicios Médicos.

### Krieg Hall y Koch Hall
Krieg Hall es la sede del departamento de música. El departamento de arte de Wittenberg se encuentra en Koch Hall.

### Biblioteca Thomas
La Biblioteca Thomas es la biblioteca principal de Wittenberg. El edificio alberga más de 500.000 libros y recursos. Se construyó en 1956 según los diseños de Thomas Norman Mansell de la empresa Mansell, Lewis & Fugate de Wynnewood (Pensilvania).  Wittenberg también es miembro de OhioLINK, un consorcio de bibliotecas de colegios y universidades de Ohio junto a la Biblioteca Estatal de Ohio. 
La biblioteca alberga el Área de Colecciones Especiales Kemper que contiene la Colección Lutero-Reforma con más de 400 artículos escritos por Martín Lutero y sus contemporáneos entre 1517 y 1580.

### The Steemer
.

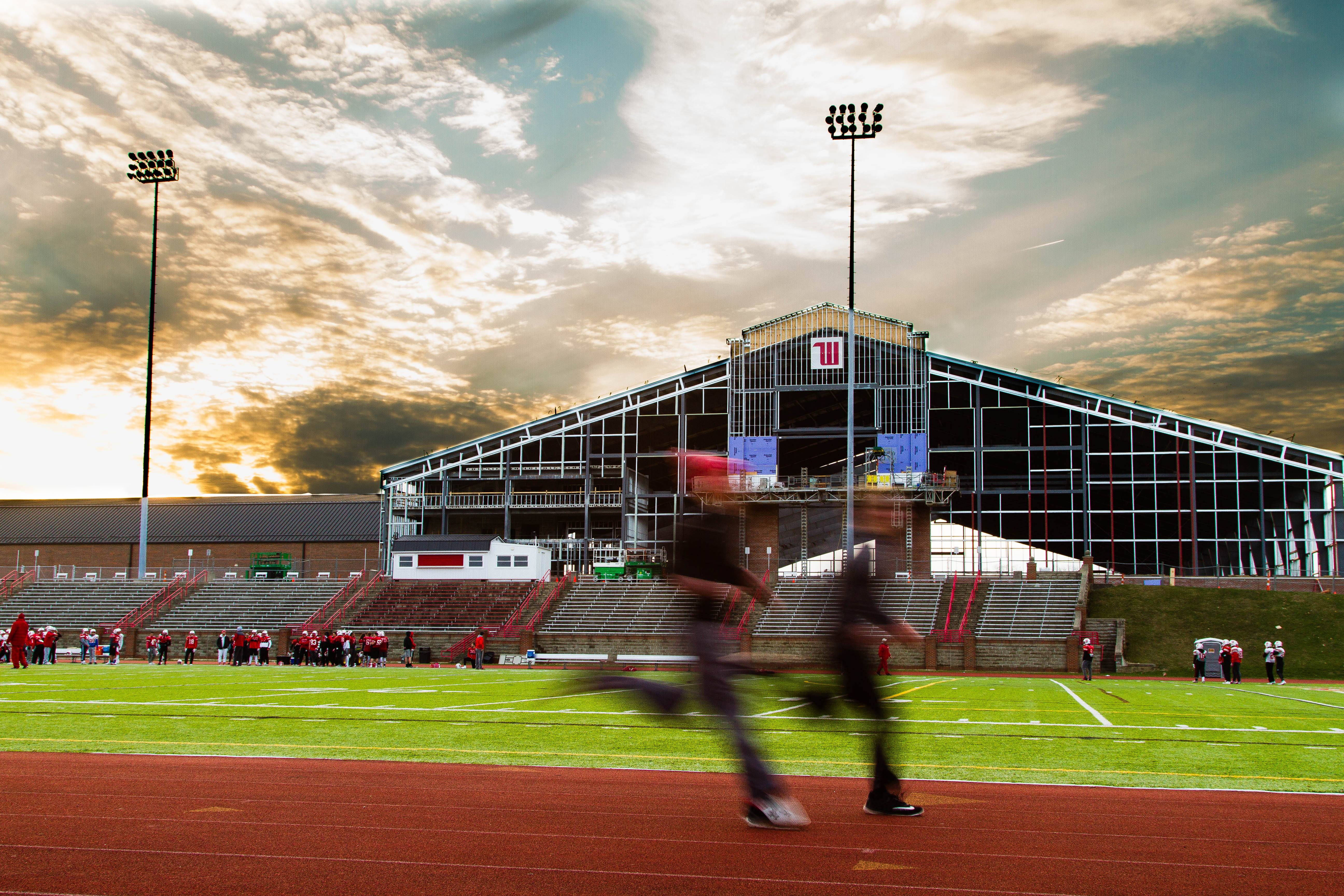
Los corredores de atletismo de Wittenberg practican frente a The Steemer Indoor Fieldhouse el 8 de noviembre de 2018

En abril de 2017, la Universidad de Wittenberg puso la primera piedra en el desarrollo de una instalación de salud, bienestar y atletismo de 40 millones de dólares para complementar el actual Centro de Salud Educación Física y Recreación (HPER). Este proyecto incluirá la renovación de la Field House de 1929, el Centro HPER de 1982, e incluirá un nuevo campo de prácticas cubierto, aulas y vestuarios. La instalación se llamaría "The Steemer"ben honor a la empresa Stanley Steemer, cuyo CEO, Wes Bates, es graduado de Wittenberg y uno de los principales patrocinadores financieros del proyecto. 

## Secciones deportivas
Los equipos de la Universidad de Wittenberg participan como miembros  de la División III  de la National Collegiate Athletic Association. Su equipo de fútbol americano, los Tigers, son miembros de la North Coast Athletic Conference (NCAC). 
Los deportes masculinos incluyen béisbol, baloncesto, campo a través, fútbol americano, golf, lacrosse, fútbol, natación y buceo, tenis, atletismo y voleibol; mientras que los deportes femeninos incluyen baloncesto, campo a través, hockey sobre hierba, golf, lacrosse, fútbol, softball, natación y buceo, tenis, atletismo y voleibol. 
El deporte universitario masculino más reciente de la escuela, el voleibol, se añadió en el año escolar 2015-16 (temporada 2016); ese equipo comenzó a jugar en la Midwest Collegiate Volleyball League (MCVL), se marchó tras la temporada 2018 para formar parte como deporte único de la Allegheny Mountain Collegiate Conference, y regresó a la MCVL tras la temporada 2020.  El deporte universitario femenino más reciente, el waterpolo, se añadió en el curso 2018-19. Ese equipo juega en la División III universitaria de la Collegiate Water Polo Association.
En 2017, el equipo masculino de golf ganó el Campeonato Nacional de la División III.
En 2017 el equipo femenino de voleibol compitió en el Campeonato Nacional de la División III de la NCAA, alzándose con el subcampeonato de la División III.
La universidad de Wittenberg terminó la temporada deportiva de otoño de 2009 en el puesto 16 entre más de 430 escuelas de la División III de la NCAA, según la clasificación de la Learfield Sports Directors Cup, administrada por la National Association of Collegiate Directors of Athletics (NACDA)

## Antiguos alumnos
A continuación figura una lista de exalumnos notables de la Universidad de Wittenberg.

### Arte y arquitectura
- George Izenour, diseñador teatral, escritor y educador.
- Jennifer Vanderpool, artista plástica
- Helen Bosart Morgan Wagstaff, artista, primera presidenta de la Asociación de Arte de Springfield.

### Negocios
- Ronald Fook Shiu Li, fundador de la Bolsa de Hong Kongng[27]
- William C. Martin, fundador del Banco de Ann Arbor; fundador de First Martin Corp; expresidente del Comité Olímpico de Estados Unidos, director deportivo de la Universidad de Míchigan.
- Matthew Shay, presidente y consejero delegado de la Federación Nacional de Minoristas.
- Adam Willis Wagnalls, cofundador de Funk & Wagnalls Company.

### Clero
- Lloyd C. Douglas, ministro y escritor
- Robert J. Marshall, presidente de la Iglesia Luterana de América[28]
- ZeBarney Thorne Phillips, Capellán del Senado de EE. UU., 1927-1942

### Educación
- Mark A. Boyer, doctorado en 1988, profesor de Ciencias Políticas, Universidad de Connecticut[29]
- Barry Burden, doctorado en 1998, profesor de ciencias políticas, Universidad de Wisconsin-Madison
- Jonathan Howes (licenciado en 1959), director del Centro de Estudios Urbanos y Regionales de la Universidad de Carolina del Norte en Chapel Hill y alcalde de Chapel Hill, Carolina del Norte[30]
- George Philip Krapp, profesor de inglés en la Universidad de Columbia
- John Warwick Montgomery, profesor investigador distinguido de Filosofía en Concordia University, abogado, teólogo(M.Div., 1958)[31]
- Robert Bruce Raup, filósofo, escritor, profesor de Filosofía de la Educación, Teachers College, Columbia University.
- Karl Weick, teórico de la organización en la Universidad de Míchigan

### Entretenimiento
- John Chowning, músico, inventor y profesor estadounidense.
- Lauren Schmidt Hissrich, guionista de televisión
- Thomas Hyland, jugador profesional de blackjack, miembro del Salón de la Fama del Blackjack
- Pierre Lhomme, director de fotografía francés[32]
- James Rebhorn, actor
- Barbara Shearer, pianista

### Gobierno y función pública
- Fritz W. Ermarth, director de Programas de Seguridad Nacional del Centro Nixon
- Douglas E. Lumpkin, director del Departamento de Trabajo y Servicios Familiares de Ohio
- John E. McLaughlin, Subdirector de la Agencia Central de Inteligencia, senior fellow en la Paul H. Nitze School of Advanced International Studies y la Brookings Institution.

### Militar
- Benjamin Thurman Hacker (1935-2003), oficial de la Marina de los Estados Unidos, primer oficial de vuelo naval en alcanzar el rango de bandera.
- Edward Vollrath (asistió a 1879-1881), general de brigada del ejército estadounidense[33]

### Organizaciones sin ánimo de lucro
- Sandra Postel, fundadora y directora del Global Water Policy Project, ecologista y escritora.[34]
- Jere Ratcliffe, Jefe Ejecutivo Scout de Boy Scouts of America, de 1993 a 2000.

### Política
- Jennette Bradley, ex vicegobernadora de Ohio y tesorera del estado de Ohio.
- Albert Bryan, Gobernador de las Islas Vírgenes de Estados Unidos
- Jonathan Howes (licenciado en 1959), alcalde de Chapel Hill, Carolina del Norte y Director del Centro de Estudios Urbanos y Regionales de la Universidad de Carolina del Norte en Chapel Hill[30]
- Thomas D. Shepard, concejal de Los Ángeles, 1961-67
- Sheila Simon, Vicegobernadora de Illinois
- Walter L. Weaver, Representante de los Estados Unidos por Ohio

### Deportes
- Brian Agler, entrenador de baloncesto, ex entrenador de los equipos Seattle Storm y Los Angeles Sparks de la WNBA. Actualmente es director deportivo de Wittenberg.
- Al Davis, propietario de los Raiders de Oakland. NFL, asistió a la Universidad de Wittenberg pero se graduó en la Universidad de Syracuse en 1950.
- Sandy Dukat, atleta.
- Mark Henninger, entrenador de fútbol americano.
- Taver Johnson, entrenador de fútbol americano
- Ron Lancaster, quarterback y entrenador de la CFL, 4 veces ganador de la Grey Cup y miembro del Canadian Football Hall of Fame.
- William C. Martin, director deportivo de la Universidad de Míchigan, 2000-2009; fundador del Banco de Ann Arbor; fundador de First Martin Corp.; expresidente del Comité Olímpico de Estados Unidos.
- Eldon Miller - ex entrenador de baloncesto universitario masculino en la Universidad de Wittenberg, la Western Michigan University, la Ohio State University y la University of Northern Iowa

### Ciencia y medicina
- Paul Dressel (licenciado en 1931), psicólogo educativo estadounidense[35]
- Elwood V. Jensen, científico
- David Ward King, inventor del King Road Drag
- James Marcia, psicólogo del desarrollo de la identidad
- Waldo Nelson, pediatra y autor del Nelson Textbook of Pediatrics.
- Hugh M. Raup, botánico y ecologista

### Escritura y periodismo
- Sherwood Anderson, escritor
- Isaac Kaufmann Funk, editor, lexicógrafo, fundador de la editorial Funk & Wagnalls Company.
- Minnie Willis Baines Miller (A.M.), escritora